# Daniel Roche
Pour les articles homonymes, voir Roche.
Daniel Roche, né le 26 juillet 1935 à Paris et mort le 19 février 2023, dans la même ville, est un historien et universitaire français, professeur au Collège de France de 1998 à 2004, dont les travaux portent essentiellement sur l'histoire culturelle et sociale de la France de l'Ancien Régime,.

## Biographie

### Vie de famille
Issu d'une famille de petite bourgeoisie parisienne, il est le fils d'Henri Roche, directeur commercial, et de Renée Montbrun. Il était marié à l'historienne Fanette Roche-Pézard, décédée en 2009.

### Enfance et formation
Après ses années de classes préparatoires au lycée Chaptal, il intègre l'École normale supérieure de Saint-Cloud en 1956. Sur le conseil de Pierre Goubert, alors enseignant à l'école, il réalise son mémoire de maîtrise sous la direction d'Ernest Labrousse, qui lance à cette époque une grande enquête sur la bourgeoisie. Déjà, Daniel Roche fait des archives notariales les sources essentielles de son travail, qui porte sur les catégories socio-professionnelles à Paris au milieu du XVIIIe siècle.
Il est reçu à l'agrégation d'histoire en 1960. De 1960 à 1962 il est professeur au lycée de Châlons-sur-Marne. Pour conjurer l'« ennui » lié à cet « exil » champenois Daniel Roche fréquente les archives municipales et départementales, où il se prend d'intérêt pour les académies provinciales du XVIIIe siècle.

### Carrière
À partir de 1962, et jusqu'en 1965, il est caïman à l'École normale supérieure de Saint-Cloud, tout en étant chargé de recherches au Centre national de la recherche scientifique. Sur le conseil de François Furet, qu'il fréquente alors, il décide de consacrer sa thèse aux académies provinciales du XVIIIe siècle, sous la direction d'Alphonse Dupront. De ses premiers travaux avec Ernest Labrousse, alors figure majeure et très influente des études historiques, Daniel Roche conserve un positionnement épistémologique influencé par un marxisme nuancé. Il prend notamment une part active dans les débats épistémologiques, mais aussi politiques, qui opposaient l'école labroussienne, partisane d'une approche de la société d'Ancien Régime en termes de classes sociales, à l'école de Roland Mousnier qui défendait quant à elle la primauté des ordres socio-juridiques,.
Sa carrière se déroule ensuite à l'université Paris VII (1973-1977), puis à Paris I, où il est professeur de 1978 à 1989. Il est aussi professeur à l'Institut européen de Florence (1985-1989). En 1989 il devient directeur d'études à l'EHESS (1989), avant d'être nommé, en 1998, professeur au Collège de France, où il succède à Maurice Agulhon et devient titulaire de la chaire d'histoire de la France des Lumières.
En tant que professeur d'université, mais aussi comme directeur de l'Institut d'histoire moderne et contemporaine (de 1990 à 2000), ou comme directeur (avec Pierre Milza) de la Revue d'histoire moderne et contemporaine, il joue un grand rôle dans l'organisation et l'animation de la recherche historique. Il contribue notamment à la formation d'un grand nombre d'historiens et d'universitaires par le biais de nombreuses directions doctorales.
Professeur invité dans plusieurs universités d'Amérique du Nord et d'Europe, il est président de jurys nationaux de recrutement pour les différents niveaux de l'enseignement supérieur et membre du Comité d'histoire de la ville de Paris.

## Travaux
Depuis ses premiers travaux Daniel Roche a construit une œuvre dense et riche, à la croisée de l'histoire urbaine, de l'histoire sociale (et des sociabilités) et de l'histoire culturelle. Le principal apport de ses travaux est d'articuler fermement histoire culturelle et histoire sociale, de réaliser une histoire culturelle attentive « à la différenciation sociale »,.
Sa thèse, qui porte sur les académiciens provinciaux, lui permet d'approcher la bourgeoisie éclairée et la franc-maçonnerie. Mais dans le cadre d'une conception large et ouverte de la culture, qui ne se réduit pas à la culture des élites, il s'intéresse également aux diverses formes de la culture populaire (Le Peuple de Paris. Essai sur la culture populaire au XVIIIe siècle). Dans cette perspective, il édite et commente un document exceptionnel, le journal de Jacques-Louis Ménétra, un compagnon-verrier de la deuxième moitié du XVIIIe siècle, écrit entre 1764 et 1802. Ce récit autobiographique, riche en anecdotes, offre un témoignage original de la trajectoire sociale et de la vie quotidienne d'un artisan, et plus généralement des mentalités au XVIIIe siècle.
En recourant largement aux sources notariées, exploitées de manière sérielle, et reprenant une conception large de la culture, Daniel Roche contribue à une histoire de la culture matérielle, à travers une histoire des vêtements (La culture des apparences) et une histoire de la consommation quotidienne (Histoire des choses banales. Naissance de la Société de consommation, XVIIIe – XIXe siècle). Il écrit également des synthèses qui ont fait date, sur la France moderne (Les Français et l'Ancien Régime, avec Pierre Goubert), ou sur les Lumières (La France des Lumières), et a participé à de nombreux ouvrages collectifs,.
S'inscrivant dans le courant historiographique de la culture matérielle qu'il a contribué à faire évoluer et auquel son nom est désormais fortement associé, ses dernières publications, si elles manifestent une indéniable continuité, témoignent aussi d'une certaine ouverture thématique. Dans Humeurs Vagabondes, de la circulation des hommes et de l'utilité des voyages, il met à mal l'image de sociétés d'Ancien Régime « immobiles », en montrant la variété et la fréquence de la mobilité géographique,, thème déjà abordé à travers le Tour de France de Ménétra. À travers plusieurs ouvrages et articles il a également pris comme objet d'étude historique le cheval. Daniel Roche fait de ce thème d'apparence triviale, auquel les historiens s'étaient peu intéressés, un observatoire des pratiques économiques, sociales et culturelles des sociétés d'Ancien Régime. Aussi ce travail est-il emblématique d'une démarche historique ouverte à de nouvelles thématiques et aux apports des autres sciences sociales, et ambitieuse quant à son projet. Ce travail lui a permis de montrer comment l'accroissement des chevaux a été suscité par les besoins en énergie, comme il a été porté par des exigences stratégiques ou distinctives. Le triomphe des attelages et voitures est le résultat le plus spectaculaire d'une révolution que n'ont pas, pendant longtemps, freiné les chemins de fer et les machines à vapeur. De ce point de vue, son œuvre peut être rapprochée de celle de Roger Chartier, avec lequel il a par ailleurs collaboré,.

## Principales publications
- Le Siècle des Lumières en province : académies et académiciens provinciaux, 1689-1789, Paris-La Haye, Mouton, 1978, 2 vol., 395 et 520 p., Prix Jean-Reynaud de l'Académie française ; deuxième édition Paris, Maison des sciences de l'homme, 1989.
- Le Peuple de Paris : essai sur la culture populaire au XVIIIe siècle, Paris, Aubier, coll. « Historique », 1981, 286 p. (ISBN 2-7007-0249-2, présentation en ligne) ; traduction italienne, Bologna, Il Mulino, 1986 ; traduction anglaise, London, Berg Berkeley, California University Press, 1987. Nouvelle édition corrigée et augmentée d'une préface : Le Peuple de Paris : essai sur la culture populaire au XVIIIe siècle, Paris, Fayard, 1998, XXII-379 p. (ISBN 2-213-60044-9).
- Journal de ma vie : édition critique du journal de Jacques-Louis Ménétra, compagnon vitrier au XVIIIe siècle, Paris, Montalba, 1982, 431 p. ; traduction anglaise, New York, Columbia University Press, 1986 ; traduction italienne, Milan, Garzanti, 1992 ; rééd., Albin Michel, 1997.
- Les Français et l'Ancien Régime, I - La Société et l'État, II - Culture et Société, Paris, Paris, Armand Colin, 1984, 2 vol., 384 et 392 p. (en collaboration avec Pierre Goubert) ; traduction italienne, Milan, Jaca Books, 1987 ; deuxième édition 1993.
- Les Républicains des Lettres : gens de culture et Lumières au XVIIIe siècle, Paris, Fayard, 1988, 394 p.
- La Culture des apparences : essai sur l'histoire du vêtement aux XVIIe et XVIIIe siècles, Paris, Fayard, 1989, 550 p. ; deuxième édition, Paris, Éditions du Seuil, « Points Histoire », 1991 ; trad. italienne Turin, Einaudi, 1993 ; trad. anglaise Cambridge University Press, 1994.
- La France des Lumières, Paris, Fayard, 1993, 651 p. ; traduction italienne 1997 ; traduction anglaise, Cambridge University Press, 1997.
- Histoire des choses banales : naissance de la société de consommation, XVIIIe – XIXe siècles, Paris, Fayard, 1997, 329 p. ; traduction anglaise, Cambridge University Press, 1998.
- Les Écuries royales (XVIe – XVIIIe siècles), Paris, Association pour l'Académie d'art équestre de Versailles, 1998, 320 p.
- Voitures, chevaux, attelages du XVIe au XIXe siècle, Paris, Association pour l'Académie d'art équestre, 2001, 368 p.
- Humeurs vagabondes : de la circulation des hommes et de l'utilité des voyages, Paris, Fayard, 2003, 1031 p. ; réédité sous le titre : Les Circulations dans l'Europe moderne, Paris, Hachette, "Pluriel", 2011, 1040 p.
- La Culture équestre de l'Occident, XVIe – XIXe siècle, L'ombre du cheval, Tome 1 : Le Cheval moteur, Essai sur l'utilité équestre, vol. 1, Paris, Fayard, 2008, 479 p.  (ISBN 2-213-63631-1 et 978-2-213-63631-3)
- Histoire de la culture équestre, XVIe – XIXe siècle, L'ombre du cheval, Tome 2 : La gloire et la puissance, vol. 2, Paris, Fayard, 2011, 488 p.  (ISBN 978-2-213-66607-5)
- Histoire de la culture équestre, XVIe – XIXe siècle, Connaissances et passion, Tome 3, Paris, Fayard, 2015, 496 p.  (ISBN 978-2-213-66608-2)
- Les lumières minuscules d'un vitrier parisien. Souvenirs, chansons et autres textes (1757-1802) de Jacques-Louis Ménétra, co-édition de Daniel Roche, Pascal Bastien, Frédéric Charbonneau, Vincent Milliot, Philippe Minard et Michel Porret, Genève, Georg éditeurs, 12 janvier 2023, 456 pages.  (ISBN 978-2825713082).

## Distinctions

### Membre d'institutions
- 1989 : Membre de l’Academia Europaea[28].
- 1999 : Membre correspondant de la British Academy[29].
- 2000 : Membre d'honneur de l’Académie américaine des arts et des lettres[30].
- 2011 : Correspondant étranger de l'Académie des sciences de l'institut de Bologne[31].
- 2014 : Membre d'honneur de l'Académie des sciences, belles-lettres et arts de Lyon[32].
- 2017 : Membre de l'Académie Pégase.

### Doctoratshonoris causa
- 2005 : Docteur honoris causa de l'université de Vérone[31].
- 2008 : Docteur honoris causa de l'université de Genève[31].

### Prix et récompenses
- 1979 : Prix Jean-Reynaud de l'Académie française[33].
- 1990 : Prix Eugène-Colas[33].
- 2001 : Le grand prix de l'Histoire de la Ville de Paris[31].
- 2001 : Prix Pégase[31].
- 2012 : Prix Laurain-Portemer de l'Académie des sciences morales et politiques[34].
- 2016 : Grand prix Gobert de l'Académie française[33].

### Décorations
- Chevalier de l'ordre national du Mérite[31]
- Officier de l'ordre des Arts et des Lettres[31]

### Radio
- Radio Goliard(s). « Histoire de la culture équestre avec Daniel Roche », interview consacrée au thème de la culture équestre, diffusée le 30 janvier 2014.